# Рифлин, Уильям
Уильям Фредерик (Билл) Рифлин (англ. William Frederick "Bill" Rieflin; 29 сентября 1960, Сиэтл, штат Вашингтон — 24 марта 2020, там же) — американский музыкант, наиболее известный как барабанщик ряда влиятельных групп в жанрах индастриал-рока и экспериментального метала, таких как Ministry, Revolting Cocks, Lard, KMFDM, Swans. С 2003 года Рифлин постоянно работал в составе группы R.E.M., заменив ушедшего из неё барабанщика Билла Берри, вплоть до распада группы в 2011 году. В 2013—2019 гг. играл в составе King Crimson.

## Деятельность
Рифлин начал профессиональную карьеру в родном Сиэтле; в 1975 году он играл в команде The Telepaths, подыгрывавшей как минимум на двух концертах группе The Tupperwares — предшественнице The Screamers. Из числа участников The Telepaths впоследствии возникла группа The Blackouts. В составе последней Рифлин играл вместе с вокалистом и гитаристом Эрихом Вернером, басистом Майком Дэвидсоном и клавишником-саксофонистом Роландом Баркером; там же Рифлин позднее познакомился с братом Роланда Полом, заменившим Дэвидсона на бас-гитаре, а ещё позднее — с фронтменом Ministry Элом Йоргенсеном; после распада The Blackouts последний пригласил Баркеров и Рифлина в концертный состав группы.
Приняв сначала участие в записи второго сингла Revolting Cocks — «You Often Forget» 1986 года, Рифлин стал участником записи прорывного для Ministry альбома The Land of Rape and Honey. Последующее сотрудничество Рифлина с Ministry и их сторонними проектами продлилось до середины 1990-х; несмотря на это, Рифлин отмечал, что никогда не числился как участник Ministry в их релизах за данный период, но только как «дополнительный» музыкант; соответственно, когда он разошёлся с Ministry на записи альбома Filth Pig, он не выходил из группы, потому как не был её участником. В это же время Рифлин познакомился с барабанщиком Мартином Аткинсом, гастролировавшим в составе Ministry на концертах в поддержку альбома The Mind Is a Terrible Thing to Taste, а также с коллегой по лейблу Wax Trax! Records Крисом Коннелли; вместе с последними Рифлин стал сооснователем коллектива Pigface; с Коннелли Рифлин неоднократно сотрудничал в последующий период.
Также в Сиэтле Рифлин наладил сотрудничество с рядом других влиятельных музыкантов: Робертом Фриппом и Треем Ганном из King Crimson, Скоттом Маккохью из The Young Fresh Fellow, Сашей Конецко из KMFDM и Питером Баком из R.E.M.. Фрипп и Ганн стали соучастниками записи дебютного сольного альбома Рифлина — Birth of a Giant 1999 года; импровизации, записанные на сессиях Birth of a Giant, были включены на следующий альбом — The Repercussions of Angelic Behavior, выпущенный в этом же году.
Рифлин регулярно появлялся на альбомах KMFDM в период 1995—2003 годов, выступая как барабанщик, клавишник, программист и бэк-вокалист; на туре 2002 года в поддержку альбома Attak он выступил на позиции бас-гитариста; в 2011 году он принял участие в записи альбома WTF?!.
Рифлин постоянно сотрудничал с группой Swans, начиная с альбома The Great Annihilator 1995 года; сотрудничество продолжилось после возрождения группы в 2010 году; на буклете их альбома The Seer 2012 года Рифлин отмечен как «почётный Лебедь» (англ. Honorary Swan).
В сентябре 2013 года Роберт Фрипп в своём блоге анонсировал новый состав King Crimson, который включил в себя Рифлина на позиции барабанщика (наряду с Гэвином Харрисоном и Пэтом Мастелотто). Вскоре после выхода первого концертного релиза King Crimson с участием Рифлина — альбома Live in Toronto — Фрипп в своём блоге сообщил об отходе Рифлина от деятельности в группе — «решении, поддержанном всеми Малиновыми братьями». Позднее в начале 2017 года Фрипп анонсировал возвращение Рифлина в состав наряду с заменившем его Джереми Стейси; по словам Фриппа, Рифлин станет больше фокусироваться на клавишных инструментах, нежели на ударных.
Билл Рифлин умер 24 марта 2020 года.

## Сотрудничество с группами
- 1000 Homo DJs
- The Angels of Light
- The Bells
- Chainsuck
- Ever So Android
- The Hellboys
- The Humans
- King Crimson
- KMFDM
- The Venus 3
- Lard
- Ministry
- The Minus 5
- Pigface
- R.E.M.
- Revolting Cocks
- The Screamers[4]
- The Slow Music Project[16]
- Swans
- Sweet 75
- Ten Seconds[17]
- The Telepaths[4]
- The Vagaries

## Сольная дискография
- 1999 — Birth of a Giant (совместно с Робертом Фриппом и Треем Ганном)
- 1999 — The Repercussions of Angelic Behavior (совместно с Робертом Фриппом и Треем Ганном)
- 2001 — Largo (совместно с Крисом Коннелли[англ.])